# Loja (Ekvádor)
Loja (celým názvem Ciudad de la Inmaculada Concepción de Loja) je hlavní město stejnojmenné provincie na jihu Ekvádoru. Podle sčítání obyvatel v roce 2022 v něm žilo přes 200 tisíc lidí. Založil jej v roce 1548 Alonso de Mercadillo na místě již existujícího sídla. Pojmenoval jej podle svého rodného města ve Španělsku. Leží v nadmořské výšce přes 2000 m. Prochází jím Panamerická dálnice. V centru města se nachází katedrála, jejíž výstavba byla dokončena v roce 1838. Původní katedrála z 16. století byla zničena při zemětřesení.

## Partnerská města
- Barquisimeto, Venezuela
- Chang-čou, Čína
- Ciudad Bolívar, Venezuela
- Piura, Peru
- Popayán, Kolumbie
- Sullana, Peru